# Волфганг Ролф
Волфганг Ролф (Ламштет, 26. децембар 1959) бивши је немачки фудбалер, а садашњи фудбалски тренер.

## Играчка каријера
Ролф је укупно играо на 356 утакмцица Бундеслиге Немачке и постигао 47 голова, за Бајер Леверкузен, Хамбургер, КФЦ Ердинген и Келн.  Одиграо је 126 утакмица у Другој Бундеслиги Немачке и постигао 23 гола, за Бремерхавен и Фортуну Келн, а у Француској играо је за Стразбур, за који је на 30 утакмица постигао 4 гола. Током каријере освојио је тутулу Бундеслиге са Хамбургом 1983. године и истог лета био део тима који је освојио УЕФА Лигу Европе 1988. године. Наступао је за репрезентацију Западне Немачке у квалификацијама за Светско првенство 1986. године, а укупно за репрезентацију одиграо је 37 мечева до 1989. године.

## Тренерка каријера
Феликс Магат, бивши саиграч Ролфа, именивао га је за помоћног тренера ФК Хамбургера, 1997. године. Ролд је 1998. године био тренер Мепена, на шест месеци, све док клуб није испао из 2. Бундеслиге. Након тога био је током 1998. године помоћни тренер, а затим и менаџер Штутгарта, а након тога од 2000. до 2001. године био је помоћни тренер Бајер Леверкусена. Након тога, ангажован је да буде помоћни тренер Кувајта од 2001. до  2002. године, да би од 2004. до 2013. године био помоћни тренер Вердер Бремена, а а током 2013. и менаџера истог тима. У периоду од 2015. до 2016. године био је тренер Ал-Салмије, а након тога помоћни тренер Шандонг Луненга.

### Тренерска статистика
Ажурирано 15. октобра 2014.
| Тим           | Од                 | До                 | Статистика | Статистика | Статистика | Статистика | Статистика | Статистика | Статистика | Статистика | Статистика    |
| Тим           | Од                 | До                 | M          | П          | Н          | И          | ГЗ         | ГП         | ГР         | Победа %   | Реф.          |
| ------------- | ------------------ | ------------------ | ---------- | ---------- | ---------- | ---------- | ---------- | ---------- | ---------- | ---------- | ------------- |
| Мепен         | 17. децембар 1997. | 30. јун 1998.      | 17         | 3          | 3          | 11         | 15         | 34         | −19        | 017,65     | [ 9 ]         |
| Штутгарт      | 4. децембар 1998.  | 31. децембар 1998. | 3          | 1          | 1          | 1          | 5          | 6          | −1         | 033,33     | [ 10 ] [ 11 ] |
| Вердер Бремен | 15. мај 2013.      | 27. мај 2013.      | 1          | 0          | 0          | 1          | 2          | 3          | −1         | 000,00     | [ 12 ]        |
| Укупно        | Укупно             | Укупно             | 21         | 4          | 4          | 13         | 22         | 43         | −21        | 019,05     | —             |

## Трофеји

### Клуб
Хамбругер
- УЕФА Лига шампиона: 1982/1983.
- УЕФА суперкуп: другопласирани, 1983.
- Интерконтинентални куп:  другопласирани, 1983.

Бајер Леверкузен
- УЕФА Лига Европе: 1987/1988.

### Менаџер
Ал-Салмија
- Принц куп Кувајта: 2015/2016.

### Репрезентација
Западна Немачка
- Светско првенство: другопласирани 1986.